# Chuva de animais

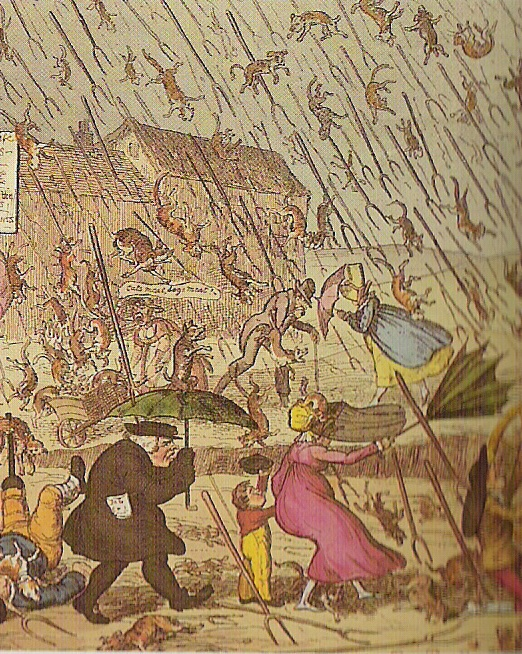
Ilustração humorística com chuva de cães, gatos e garfos

A chuva de animais é um fenômeno meteorológico relativamente raro que tem sucedido ao longo da história. Os animais que caem do céu são peixes e sapos, e por vezes pássaros. Em certas ocasiões os animais sobrevivem à queda, principalmente os peixes. Em muitos casos, no entanto, os animais morrem congelados e caem completamente encerrados em blocos de gelo. Isto demonstra que foram transportados a grandes altitudes, onde as temperaturas são negativas. A violência deste fenômeno é palpável quando caem apenas pedaços de carne, e não animais inteiros.
Chuvas de animais são um assunto recorrente na literatura e cinema. Por exemplo, uma famosa sequência com uma "chuva de sapos" é apresentada no final do filme Magnolia, de Paul Thomas Anderson.

## Ocorrências registradas e lendas

### Textos e lendas anteriores à Idade Média
Na literatura antiga abundam os testemunhos de chuva de animais ou de chuvas de diversos objectos, alguns deles orgânicos.[carece de fontes?]
Poder-se-ia remontar ao Antigo Egito se der crédito ao papiro egípcio de Alberto Tulli (cuja própria existência é controversa) e do qual se diz que registaria fenómenos estranhos, como o surgimento daquilo que a literatura sobre fenómenos paranormais interpreta como um OVNI. De modo particular, regista-se também a queda de peixes e pássaros do céu.
Na Bíblia narra-se como Josué e o seu exército foram auxiliados por uma chuva de pedras que cai sobre o exército amorita.  A Bíblia evoca outras intervenções celestiais deste tipo, como o surgimento de rãs, numa das dez pragas do Egipto (Êxodo 8:5,6).  No século IV a.C., o autor grego Ateneu menciona uma chuva de peixes que durou três dias na região de Queronea, no Peloponeso.  No século I, o escritor e naturalista Plínio, o Velho descreveu a chuva de pedaços de carne, sangue e outras partes animais, como rãs.  Finalmente, na Idade Média, a frequência do fenómeno em certas regiões levou as pessoas a crerem que os peixes nasciam já adultos nos céus, e de seguida caíam no mar.

### Testemunhos na época moderna

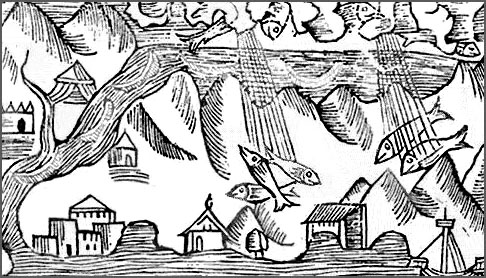
Gravura de O. Magnus, de 1555, representando uma chuva de peixes

Graças à imprensa escrita, na época moderna produziam-se muitos testemunhos, proferidos por um número cada vez maior de pessoas, o que lhes aumenta sua plausibilidade. De seguida indicam-se alguns exemplos:[carece de fontes?]
- Em 1578 grandes ratos amarelos caíram sobre a cidade norueguesa de Bergen.[5]
- Segundo um tal John Collinges, uma chuva de sapos fustigou a aldeia inglesa de Acle, em Norfolk. O taverneiro do lugar  retirou-os às centenas.[5]
- Numa cidade do Essex, Inglaterra, aconteceu uma chuva de peixes como salmões, arenques e pescadas. Os peixes foram vendidos pelos comerciantes locais.[carece de fontes?]
- Em 11 de julho de 1836, um professor de Cahors enviou uma carta à Academia de Ciências Francesa, que dizia:[carece de fontes?]

| “ | Esta nuvem trovejou sobre o caminho, a umas sessenta toesas de onde estávamos. Dois cavalheiros que vinham de Toulouse, nosso destino, e que estiveram expostos à tormenta, viram-se obrigados a usar os seus abrigos; mas a tormenta os surpreendeu e os assustou, já que se viram vítimas de uma chuva de sapos! Aceleraram a sua marcha e apressaram-se; ao encontrar a diligência contaram-nos o que lhes acabava de acontecer. Vi então que a sacudir seus abrigos diante de nós, caíram pequenos sapos. | ” |

- A 16 de fevereiro de 1861, a cidade de Singapura sofreu um sismo, seguido de três dias de abundantes chuvas.  Após o final das chuvas, nos charcos havia milhares de peixes.  Alguns afirmaram tê-los visto cair do céu, embora outros se mostrassem mais reservados ao dar o seu testemunho.[5]  Quando as águas se retiraram, se encontraram outros peixes nos charcos que tinham secado, notavelmente em lugares que não tinham sofrido inundações.[carece de fontes?]
- A revista Scientific American regista um aguaceiro de serpentes que chegavam às 18 polegadas de comprimento (cerca de 45 cm) em Memphis, em 15 de Janeiro de 1877.[5]  Nos Estados Unidos, se registraram mais de quinze eventos de chuvas de animais, apenas no século XIX.[8]
- Em junho de 1880 abateu-se uma chuva de codornas sobre Valência.[9]
- Em 7 de setembro de 1953, milhares de rãs caíram do céu sobre Leicester, em Massachusetts, Estados Unidos.[carece de fontes?]
- Em Birmingham ocorreu uma chuva de sapos em 1954.[carece de fontes?]
- Em 1968, os diários brasileiros registraram uma chuva de carne e sangue, numa área relativamente grande.[10]
- Canários mortos caíram na cidade de St. Mary's City em Maryland, Estados Unidos,Janeiro de 1969.  Segundo o diário Washington Post de 26 de janeiro desse ano, o voo dos canários interrompeu-se subitamente, como se tivesse acontecido uma explosão, que ninguém viu nem escutou.[5]
- Em 1978 choveram caranguejos na Nova Gales do Sul, na Austrália.[5]
- Em 2002 choveram peixes numa aldeia nas montanhas do interior da Grécia. O diário Le Monde escreveu:[carece de fontes?]

| “ | Atenas não é sempre bela, e menos ainda o são as montanhas no norte de Grécia. Mas as tormentas têm às vezes o bom gosto de ajudar a sorrir e a sonhar. Na terça-feira choveram centenas de pequenos peixes na aldeia de Korona, nas altas montanhas | ” |

- Em 2007 choveram pequenas rãs em El Rebolledo (província de Alicante, Espanha).[11]
- Em 2010 choveram pequenos peixes brancos, muitos deles ainda vivos, em Lajamanu, localidade de 669 habitantes, no norte da Austrália.[carece de fontes?]
- Na noite de passagem de ano de 2010 para 2011, mais de três mil aves da espécie tordo-sargento caíram mortas em Beebe, no Arkansas, possivelmente devido ao pânico que o fogo-de-artifício causou nos animais.[12][13]

## Explicações do fenômeno

### Teorias científicas

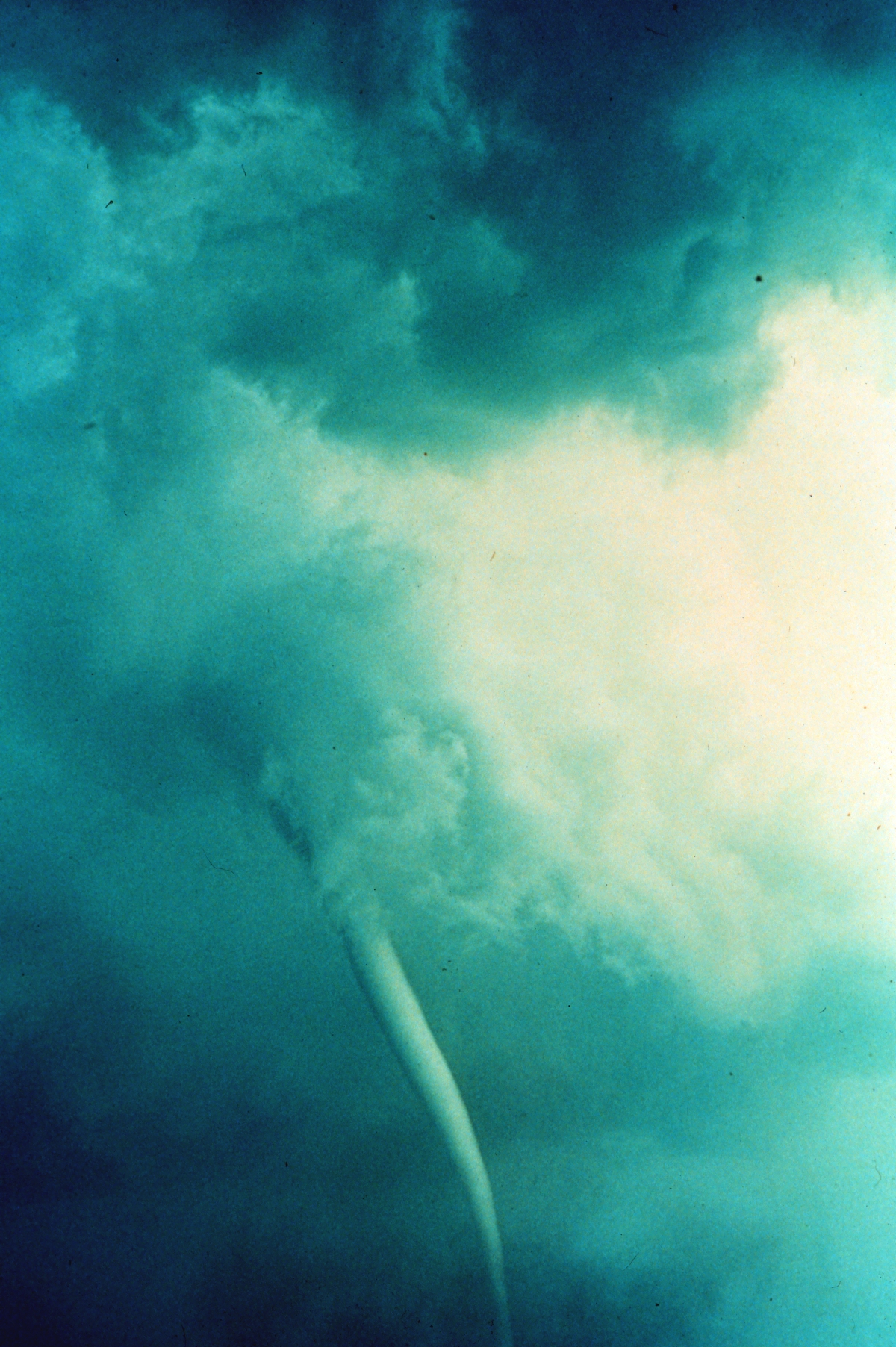
Um tornado pode ser o responsável pela captura de animais e a posterior queda a grandes distâncias do seu lugar de origem

Contrariamente à generalidade dos seus colegas contemporâneos, o físico francês André-Marie Ampère considerou que os testemunhos de chuva de animais eram verdadeiros. Ampère tentou explicar as chuvas de sapos com uma hipótese que depois foi aceita e refinada pelos cientistas. Perante a Sociedade de Ciências Naturais, Ampère afirmou que em certas épocas os sapos e as rãs vagabundeiam pelos campos em grande número, e que a ação dos ventos violentos pode capturá-los e dispersá-los a grandes distâncias.
Mais recentemente, surgiu uma explicação científica do fenômeno, que envolve trombas marinhas. Os ventos que se acumulam são capazes de capturar objetos e animais, graças a uma combinação de depressão na tromba, e da força exercida pelos ventos dirigidos no seu sentido.[carece de fontes?]
Em conseqüência, estas trombas, ou mesmo tornados, poderão transportar animais a alturas relativamente grandes, percorrendo grandes distâncias. Os ventos são capazes de recolher animais presentes numa área relativamente extensa, e deixam-nos cair, em massa e de maneira concentrada, sobre pontos localizados.
Mais especificamente, alguns tornados e trombas poderiam secar completamente um pequeno lago, para deixar cair mais longe a água e a fauna contida nesta, na forma de chuva de animais.
Esta hipótese aparece reafirmada pela natureza dos animais destas chuvas: pequenos e leves, geralmente surgidos do meio aquático, como batráquios e peixes. Também é significativo o facto de que, com frequência, a chuva de animais seja precedida por uma tempestade. No entanto, há alguns pormenores que não puderam ser explicados. Por exemplo, que os animais por vezes estejam vivos mesmo depois da queda, e alguns em perfeito estado. Outro aspecto é o de que normalmente cada chuva de animais se manifeste com uma só espécie de cada vez, quase nunca as misturando nem incluindo algas ou outras plantas. Como nota William R. Corliss:
| “ | ....o mecanismo de transporte, qualquer que seja a sua natureza, prefere seleccionar uma só espécie de peixe ou rã, ou aquele animal que esteja no menu do dia. | ” |

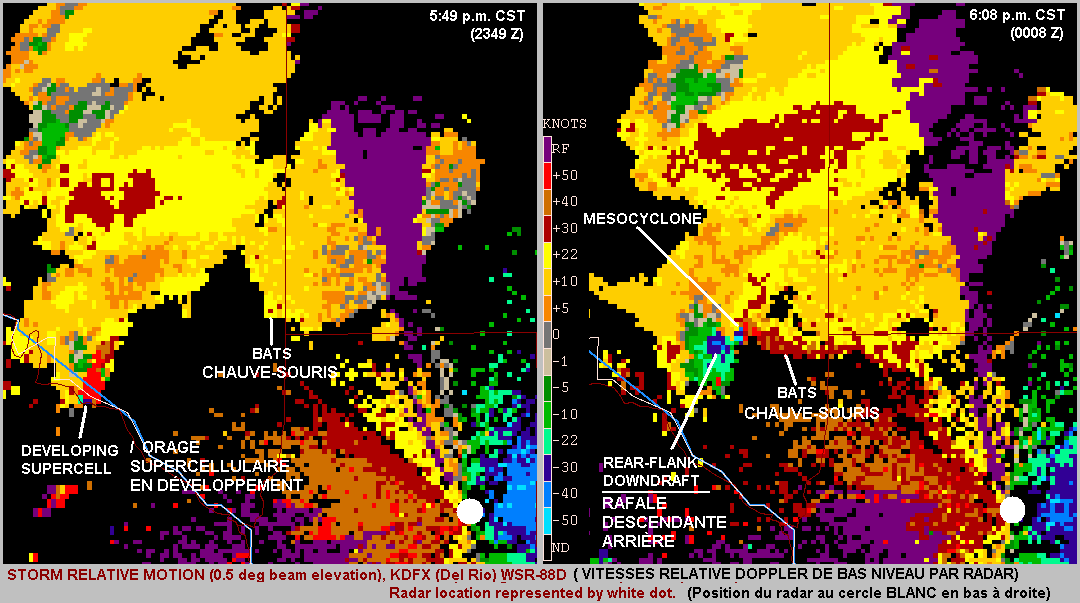
Imagem Doppler de um radar meteorológico no Texas que mostra a colisão de uma tempestade com um bando de morcegos em voo. A cor vermelha indica que os animais se dirigem para a nuvem

Esta aparente anomalia se poderia explicar no caso dos pássaros, se a tromba atravessa um bando em particular que se encontre em pleno voo, especialmente em épocas de migração.[carece de fontes?]
A imagem da direita mostra um exemplo específico onde um grupo de morcegos é vítima de uma tormenta. A imagem foi capturada por um radar meteorológico do National Weather Service em Del Rio, Texas, e ilustra como se pode prever o fenómeno em certos casos. Na imagem, os morcegos estão na zona de cor vermelha, que corresponde aos ventos que se afastam do radar (o radar é o ponto branco no canto inferior direito), e entram no mesociclone associado a um tornado (em cor verde).  Este tipo de eventos ocorrem frequentemente com pássaros de modo inevitável.  Em contraste, é mais difícil dar uma explicação plausível para os animais terrestres; uma parte do enigma persiste apesar dos estudos científicos.[carece de fontes?]
Em alguns casos, certas explicações científicas negam a existência de chuvas de peixes. Por exemplo, no caso da chuva de peixes em Singapura de 1861, o naturalista francês Francis de Laporte de Castelnau explica que o aguaceiro ocorreu durante uma migração de peixes-gato, e que estes animais são capazes de se arrastar sobre a terra, para ir de um charco a outro; como as enguias, que podem percorrer vários quilómetros nos prados húmidos, ou os lúcios que vão reproduzir-se nos campos inundados. Além disso, explica que o facto de ter visto os peixes no solo imediatamente após a chuva não é mais que uma coincidência, já que normalmente estes animais se deslocam sobre o solo húmido rastejando, depois de uma chuvada ou de uma inundação.[carece de fontes?]
Rãs e sapos se deslocam pulando, em meio a um tornado esse comportamento pode tornar mais fácil a "captura" destes animais pelos fortes ventos, o que não ocorreria por exemplo com mamíferos que se escondem das tempestades em tocas. Quanto ao fato das chuvas serem sempre restritas a uma determinada espécie de animal e de não ser acompanhada pela queda de outros organismos aquáticos, dois fatores devem ser levados em consideração. O primeiro que muitas espécies de uma mesma família taxonômica (ranidae por exemplo) competem entre sí, não habitando uma mesma área, onde porventura ocorreria a captura. O segundo que animais de espécies muito diferentes teriam densidades e aerodinâmicas também muito diferentes o que faria com que, caso fossem capturadas juntas por fortes ventos ou trombas dágua, seria grande a possibilidade de que caíssem sobre a terra em pontos diferentes.[carece de fontes?]

### Explicações antigas
Desde há muito tempo, a ciência tem descartado muitas das explicações que são dadas; são consideradas exageradas, pouco viáveis ou não comprováveis.  Em 1859, um testemunho de uma chuva de peixes na aldeia de Mountain Ash, em Gales, enviou uma espécie ao Jardim Zoológico de Londres.  J. E. Gray, director do Museu Britânico, declarou que "a luz dos factos, o mais provável é que se trate de uma partida: um dos empregados de Mr. Nixon lhe esvaziou em cima um balde cheio de peixes, e este último pensou que caíam do céu".
Logicamente, as chuvas de animais estiveram sem explicação científica durante muito tempo, enquanto se desenvolviam hipóteses que iam desde as tentativas lógicas de explicar o fenómeno, até às mais absurdas. No século IV a.C., o filósofo grego Teofrasto negou a existência de chuvas de sapos, explicando simplesmente que os sapos não caem durante a chuva, mas esta última os faz sair da terra. No século XVI, Reginald Scot aventurou-se a dar uma hipótese. Segundo ele, "é certo que algumas criaturas são geradas de maneira espontânea, e não necessitam de pais. Por exemplo, (....) estas rãs não vinham de nenhuma parte, foram transportadas pela chuva. Estas criaturas nascem dos aguaceiros....". No século XIX pensava-se que a evaporação da água levava os ovos de rã para as nuvens, onde eclodiam e caíam à terra num aguaceiro.

### Explicações contemporâneasalternativas
Entre as explicações não científicas do fenómeno, se encontram as interpretações sobrenaturais. Ainda assim persistem as que alegam intervenções de seres extraterrestres. Nas hipóteses sobrenaturais, que podem ser de natureza religiosa, dependendo do tipo de objeto ou animal que cai na terra, o fenómeno é perceptível e seria um castigo, como o caso das pedras que caíram sobre o exército amorita no Antigo Testamento, ou como um sinal providencial de bondade divina, quando se trata de animais comestíveis.[carece de fontes?]
Algumas das hipóteses, impossíveis de provar, são sobre a intervenção de entes extraterrestres, e descrevem estes visitantes reconhecendo grandes quantidades de animais como lastro, para depois os deixar cair antes de abandonar o nosso planeta. As chuvas de sangue e carne estariam vinculadas a uma seleção feita pelos visitantes, para aligeirar os seus armazéns.[carece de fontes?]
Igualmente esotéricas, há hipóteses baseadas na existência de várias dimensões e planos espaço-temporais.  Estas hipóteses aceitam a priori a possibilidade do teletransporte, para tentar explicar o porquê dos animais se encontrarem ali onde não deveriam estar. O jornalista Charles Hoy Fort propôs algumas destas hipóteses. Segundo Fort, existiu no passado uma força capaz de transportar os objetos de modo instantâneo, que já não se manifesta senão em ações desordenadas, como as chuvas de peixes. Outra hipótese com força tem por base a suposta existência de um "mar superior dos Sargaços",[carece de fontes?] uma espécie de reservatório celestial que aspira e esculpe os objetos terrestres.[carece de fontes?]